# Rivadavia (Salta)
Rivadavia is een plaats in het Argentijnse bestuurlijke gebied Rivadavia in de provincie  Salta. De plaats telt 8.108 inwoners.
Op 11 december 1905 werd in Rivadavia een temparatuur van 48,9°C gemeten, dit was tot 1920 de hoogste temperatuur ooit gemeten in Zuid-Amerika.